# حريم (نوع)
حريم (باليابانية: ハーレムもの) هي أنيمي ومانغا يتركز على تعدد الزوجات أو مثلث الحب للعلاقات التي يتميز بطل الرواية محاط بشكل شرير من قبل ثلاثة أو أكثر من أعضاء، إما نفس و/أو معارضة الجنس، أو حب المصالح.
عندما يكون يوري أو ذكر - سلسلة الحريم المنحوت مغاير، يشار إلى العلاقة متعددة الزوجات بشكل غير رسمي باسم الحريم الإناث أو «سيراجليوس». عندما تكون سلسلة الحريم المنحوتة من الإناث أو غير المتغايرين، يشار إلى العلاقة بين «بولاندروز» بشكل غير رسمي على أنها حريم ذكر، أو حريم عكسي، أو «جياكو هارمو» (ハ ー レ ム ム ؟).

## أصل الكلمة
كلمة مستمدة من الحريم، وهو مصطلح يستخدم للإشارة إلى معظم الغرف الخاصة للأسرة في العالم الإسلامي، وخاصة بين الطبقة العليا حيث يسمح فقط للنساء والأقارب المقربين الدخول.